# Трибратні могили
Трибратні могили, Трьохбратні кургани, кургани Ич-Баба — три великі могили в Криму, на південь від Керчі; досліджені в 1966—1967 роках. Поховання вельмож Боспорської держави 4 сторіччя до нашої ери. Чимало золотих і срібних та інших прикрас, грецького посуду, рештки дерев'яного лука і стріл, залізних наконечників, списів тощо.
Розташовані неподалік античного міста Німфей, поряд з сучасним селом Орта-Елі (Огоньки), поблизу Тобечицького озера. Є частиною некрополя Ортельського поселення (Огоньки-1), розташованого на західній околиці села. У 3 курганах виявлено 5 поховань: 2 гробниці та 3 кам'яних склепи зі сходами при вході.